# Коронавірусна хвороба 2019 у Східному Тиморі
Коронаві́русна хворо́ба 2019 у Схі́дному Тимо́рі — розповсюдження пандемії коронавірусу територією Східного Тимору.
Перший випадок появи коронавірусної хвороби було виявлено на території Східного Тимору 21 березня 2020 року. Інфіковиним виявився громадянин Східного Тимору, котрий повернувся з-за кордону, він мав легкі симптоми і його було ізольовано.
Станом на 23 березня 2020 року, нових випадків інфікування виявлено не було.

## Міжнародні наслідки
В умовах пандемії коронавірусу, Папа Франциск відклав свою поїздку до Східного Тимору, Індонезії та Папуа Нової Гвінеї, яка була запланована на 2020 рік, до 2021 року.